# Mali Ston
Mali Ston – wieś w Chorwacji, w żupanii dubrownicko-neretwiańskiej, w gminie Ston. W 2011 roku liczyła 139 mieszkańców.
Mali Ston jest oddalony o 1 km od Stonu. Leży nad zatoką Malostonski zaljev. Głównymi zabytkami miejscowości są mury obronne i twierdza z XIV i XV wieku oraz kościół z XIV wieku. Tutejszy port został zbudowany na wzór miejskiego portu morskiego w Dubrowniku.